# Hazen, Arkansas
Hazen là một thành phố thuộc quận Prairie, tiểu bang Arkansas, Hoa Kỳ. Năm 2010, dân số của thành phố này là 1468 người.

## Dân số
- Dân số năm 2000: 1637 người.
- Dân số năm 2010: 1468 người.